# 豹澥站
豹澥站位于中华人民共和国湖北省武汉市洪山区，是武汉地铁11号线的地铁车站。建设时期名为“豹澥路站”。

## 车站结构
车站位于高新大道与高科园路交叉路口东侧，沿高新大道东西向布置。本站为地下二层岛式车站，地下一层为站厅层，地下二层为站台层。车站在高新大道两侧布置有4个出入口。

### 楼层分布
| 地面     | 地面               | 出入口                               |  |  |
| 地下一层 | 站厅               | 售票机、客服中心、武漢通充值、洗手間 |  |  |
| 地下二层 |                    | █ 11号线 往江安路（光谷六路）        |  |  |
|          | 岛式站台，左侧开门 |                                      |  |  |
|          |                    | █ 11号线 往葛店南站（光谷七路）      |  |  |

### 車站出口
|                                                 |      |                                         |
| 出口編號                                        | 設施 | 建議前往的目的地                        |
| A                                               |      | 高新大道 高科园路、光谷188国际社区      |
| B                                               |      | 高新大道 高科园二路、武汉高科医疗器械园 |
| C                                               |      | 高新大道 高科园二路、光谷国际人才港     |
| D                                               |      | 高新大道 高科园路、中建光谷之星         |
| 注： 設有升降機 \| 設有輪椅升降台 \| 設有洗手間 |      |                                         |

## 运营信息
- 11号线首末班车时间

### 内部链接
- 武汉地铁车站列表